# Burgerbrug
Burgerbrug is een dorp in de gemeente Schagen, in de provincie Noord-Holland. Het ligt twee kilometer westelijk van Eenigenburg, vier kilometer oostelijk van de kustplaats Petten en even zover zuidelijk van Sint Maartensbrug. De buurtschap Zijpersluis ligt net ten zuiden van het dorp. Kern van het dorp is de Groote Sloot.

## Geschiedenis
Burgerbrug is ontstaan net nadat de polder van de Zijpe in 1597 werd drooggemaakt. Er heeft zich in die tijd een lintvormige bebouwing langs de (Eenigen)Burgerweg en met name de Groote Sloot ontwikkeld. Men leefde toen vooral van de landbouw en veeteelt. In 1660 telde het dorp acht handwerkers/handelaars, zoals een houtzager, smid, bakker en wagenmaker. Ze voorzagen in de primaire behoeften in groeiende aantal van de omwonende agrariërs. In 1742 leefden er in het dorp 28 gezinnen in 25 huizen van niet-boeren aan de Grote Sloot en 12 gezinnen in 10 huizen aan de Burgerweg.
In Burgerbrug heeft in die tijd een eenvoudige boerderijkerk gestaan voor de hervormde eredienst. Buiten de dorpskern, aan de Ruigeweg, stond een rooms-katholieke schuilkerk. In de 19e eeuw werd deze laatste kerk opgeheven en vervangen door een groot stenen gebouw aan de Groote Sloot, naar een ontwerp van kerkarchitect Theo Molkenboer. De boerderijkerk was inmiddels vervangen door het typische kerkje met houten toren aan de Burgerweg, midden in het dorp. In de 20e eeuw is deze hervormde kerk in onbruik geraakt en thans is zij in gebruik als cultureel centrum.
Tegenwoordig wonen er nog geen vijfhonderd mensen in Burgerbrug. Dat is een te gering inwonertal voor een bloeiende middenstand; de voorbije jaren zijn dan ook diverse voorzieningen als een slagerij en buurtsuper uit het dorp verdwenen. Tot in de jaren negentig kon het dorp toe met twee scholen: een openbare school "De Gouden Hoeck" en de katholieke St. Jozefschool. De laatste bestaat tot op de dag van vandaag. De openbare school is verdwenen en op het oude schoolterrein zijn woningen gebouwd.

## Burgerbrug tegenwoordig
Burgerbrug is een klein dorp, met een actieve dorpsgemeenschap. Er bestaan diverse verenigingen die activiteiten organiseren in en rond het dorp.
"Toneelgroep Burgerbrug" biedt in het gebouw van de Herboren Toren toneelvoorstellingen die doorgaans goed bezocht worden door de dorpelingen. Andere tradities in het Burgerbrugse zijn de jaarmarkt in de zomer (derde zondag van juli), de harddraverij in het eerste weekend van juli en de kermis in september. Zeer belangrijk voor de Burgerbruggers is ook het carnaval. Het Burgerbrugse carnaval wordt georganiseerd door de "Pontcivielen" (opgericht in 1959) en deze carnavalsvereniging doet dat samen met de verenigingen van St. Maarten en Warmenhuizen, naburige dorpen.
Zoals de levendige carnavalstraditie doet vermoeden: Burgerbrug is een katholiek dorp. Veel Burgerbruggers zijn verbonden met de kerk en de katholieke school.

## Bezienswaardigheden

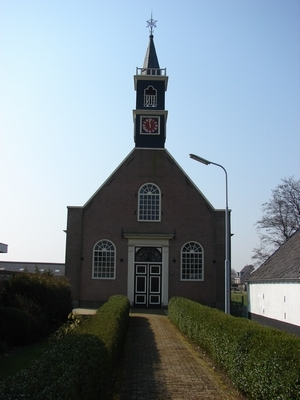

Een bezienswaardigheid is de hervormde kerk van 1850 en de katholieke kerk van 1866. De dorpskern wordt gedomineerd door de boerderij Starre Kroon. Getuige de gevelsteen dateert het rijksmonument uit 1797. In 2006 verdween het gebouw bijna geheel - na jarenlang achterstallig onderhoud was restauratie/herbouw van het monument noodzakelijk geworden. Tegenwoordig is het pand weer in volle glorie te bewonderen.
De omgeving van Burgerbrug met de Grote Sloot en de Westfriese Dijk is geliefd bij toeristen. Langs de Grote Sloot zijn diverse stolpboerderijen bezienswaardig. Kort buiten het dorp springt de stolpboerderij "Vroegop" in het oog (Grote Sloot 25). Daterend uit 1670 is dit de oudste nog bestaande boerderij van de Zijpe.
Uit 1915 stamt het wonderlijke gebouw "Zeenimf" (Grote Sloot 130) met zijn karakteristieke ronde toren. Verder nog zijn er de molens Zuider-G, uit 1699 en Molen F, uit 1890.

## Trivia
Tijdens de mobilisatietijd had Louis Noiret groot succes met zijn creatie Kobus Kuch uit Burgerbrug.